# Fallencourt
Fallencourt ist eine französische Gemeinde mit 180 Einwohnern (Stand 1. Januar 2022) im Département Seine-Maritime in der Region Normandie (vor 2016 Haute-Normandie). Sie gehört zum Arrondissement Dieppe und zum Kanton Eu (bis 2015 Blangy-sur-Bresle). 

## Geographie
Fallencourt liegt etwa 50 Kilometer ostsüdöstlich von Dieppe. Umgeben wird Fallencourt von den Nachbargemeinden Saint-Riquier-en-Rivière im Norden, Réalcamp im Osten und Südosten, Foucarmont im Süden, Callengeville im Südwesten sowie Preuseville im Westen und Nordwesten.
Durch die Gemeinde führt die Autoroute A28.

## Bevölkerungsentwicklung
| Jahr                      | 1962 | 1968 | 1975 | 1982 | 1990 | 1999 | 2006 | 2013 |
| Einwohner                 | 291  | 243  | 221  | 207  | 179  | 148  | 173  | 192  |
| Quelle: Cassini und INSEE |      |      |      |      |      |      |      |      |

## Sehenswürdigkeiten

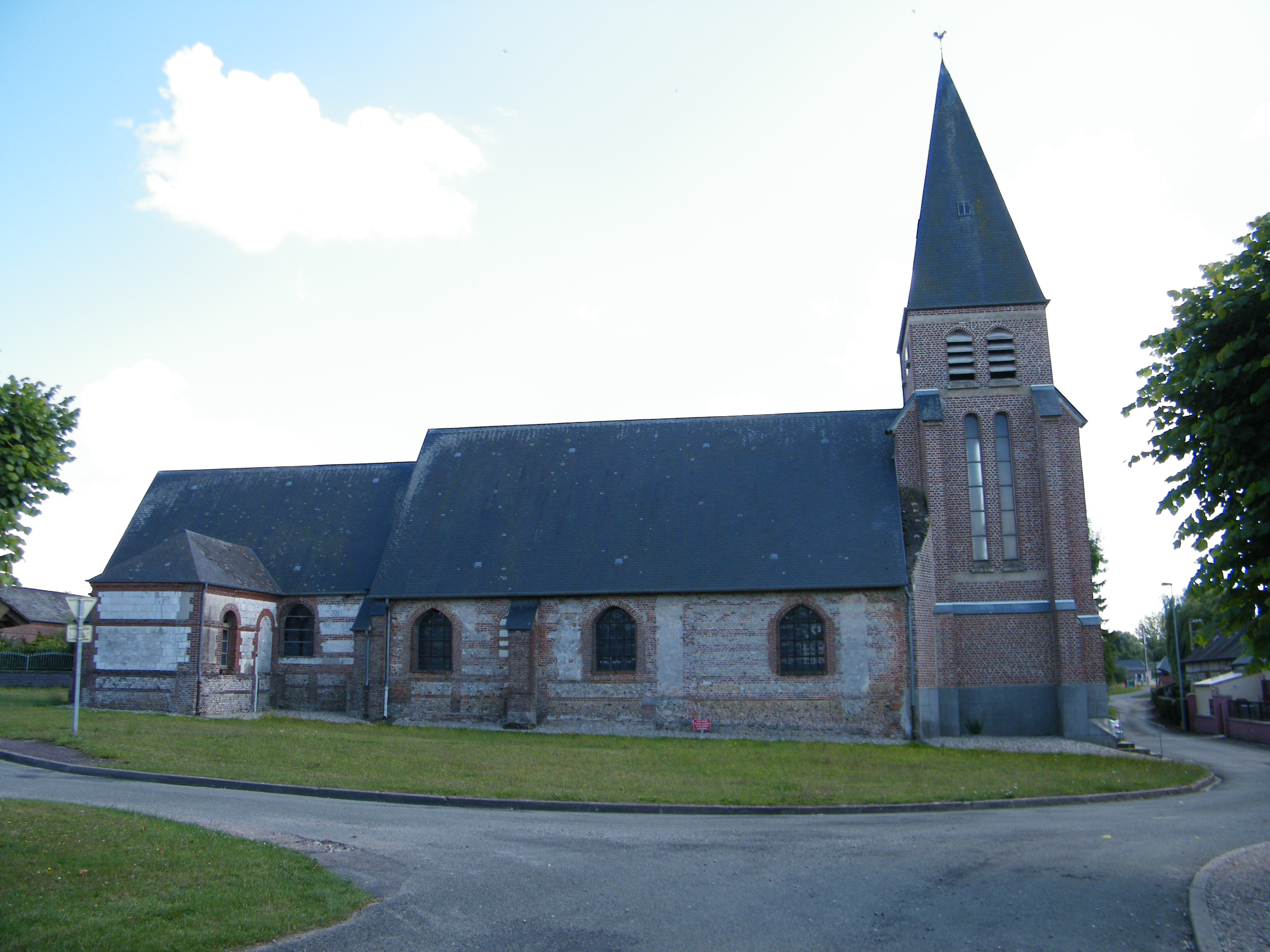
Kirche Saint-Pierre-et-Saint-Paul

- Kirche Saint-Pierre-et-Saint-Paul

## Persönlichkeiten
- Alfred Le Petit (1841–1909), Karikaturist, hier begraben